# Derek McGarrity
Pour les articles homonymes, voir McGarrity.
Derek McGarrity, né à Dungannon, est un pilote automobile de rallyes britannique d'Irlande du Nord.

## Biographie
Il commence la compétition automobile en 1994 sur Ford Sierra RS Cosworth, et reste toujours en activité régulière près de vingt années plus tard.
Ses principaux succès ont été bâtis sur Subaru Impreza WRC de 2003 à 2012, année depuis laquelle il s'est plus recentré sur un programme de courses nord-irlandaises.
Il a remporté à 5 reprises le traditionnel Circuit d'Irlande, tout comme son compatriote Paddy Hopkirk 45 ans plus tôt, tous deux étant uniquement dépassés par l'écossais Jimmy McRae avec 7 couronnes.

## Palmarès (au 30/11/2013)

### Titres
- Double Champion d'Irlande des rallyes, en 2003 et 2004 (copilote Dermot O'Gormon);
- Quadruple Champion d'Irlande du Nord des rallyes (dernier titre acquis en 2013);
  - 3e du championnat d'Irlande des rallyes en 2005 (4e en 2006);
  - 3e du championnat d'Irlande National (D2) en 2010;

## 8 victoires en championnat d'Irlande
- Circuit d'Irlande: 2003, 2004, 2005, 2010 et 2011;
- Rallye des Lacs: 2004;
- Rallye Jim Clark Mémorial: 2006 (aussi pour le BRC);
- Rallye d'Ulster: 2010;

## Victoire en championnat d'Irlande National ("D2")
- Circuit de Kerry: 2010;

## Autres victoires notables
- Quadruple vainqueur du McGrady Insurance Bishopscourt Stages d'Irlande du Nord, en 2008, 2009, 2010, et 2012.